# Slavoeta
Slavoeta (Oekraïens: Славута; Pools: Sławuta) is een stad in het westen van Oekraïne  in het oblast Chmelnytsky. In 2012 had de stad 35.506 inwoners.
De oudste vermelding van de plaats is uit 1633.

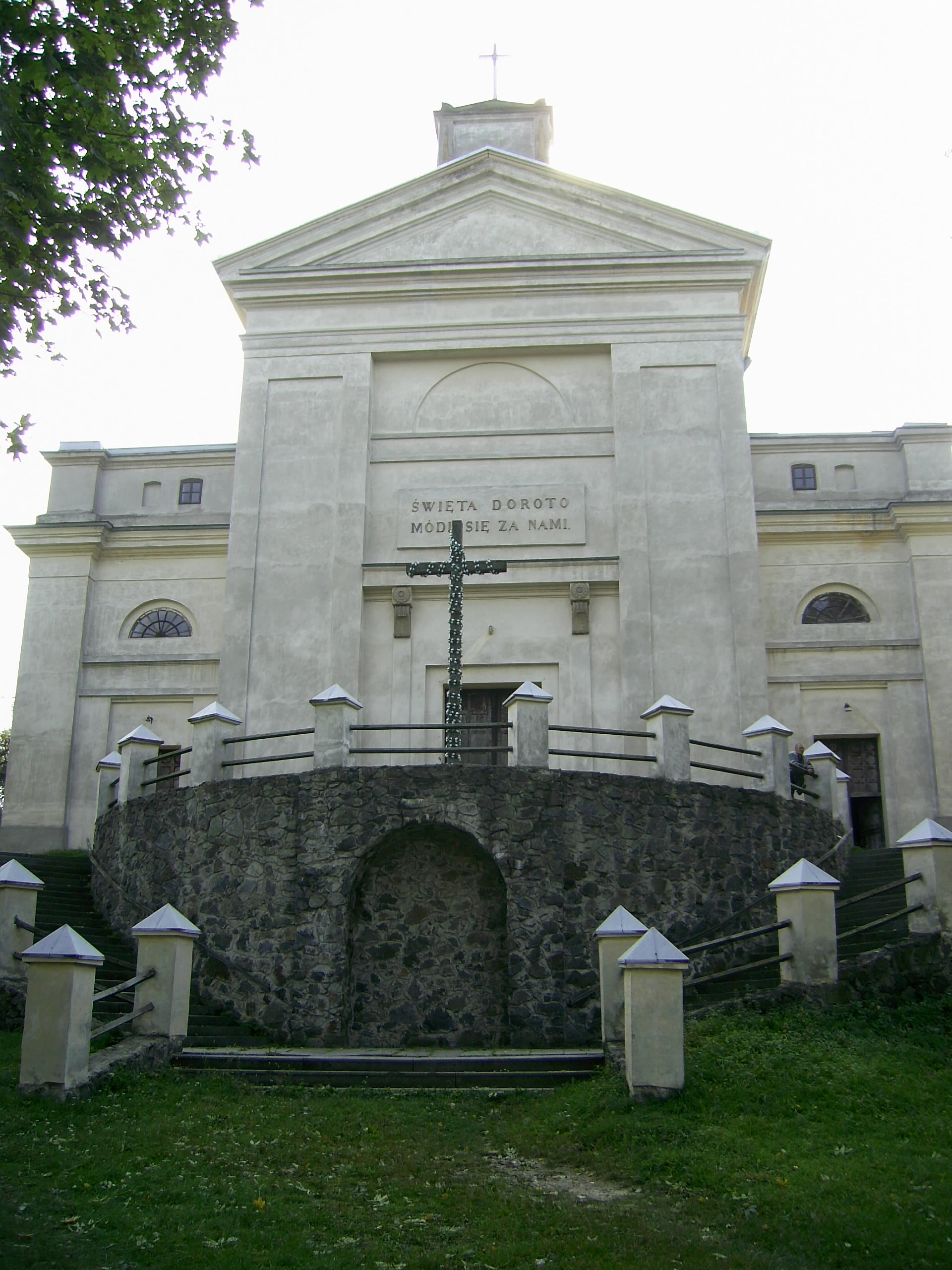
Slavoeta

## Geboren in Slavoeta
- Moshé Feldenkrais (1904–1984), natuurkundige
- Oleksandr Zintsjenko (1957–2010), politicus